# May Berenbaum
Pour les articles homonymes, voir Berenbaum.
May Roberta Berenbaum, née le 22 juillet 1953 à Trenton, est une entomologiste américaine. Elle est spécialiste des interactions plantes-insectes. En 2014, elle reçoit la National Medal of Science. Depuis 2018, elle est rédactrice en chef de la revue Proceedings of the National Academy of Sciences, une revue scientifique américaine à comité de lecture, publiant les comptes-rendus de l'Académie américaine des sciences.

## Biographie
Après ses études secondaires, May Berenbaum entre à l'Université Yale et obtient un Bachelor of Science en biologie en 1975. Elle se découvre ensuite une passion pour l'entomologie et l'écologie chimique. Elle soutient sa thèse de doctorat en écologie et biologie de l'évolution en 1980 à l'Université Cornell sous la direction de Paul Feeny .
En 1980, elle commence à faire de la recherche au département d'entomologie de l'Université de l'Illinois à Urbana-Champaign. Elle prend la tête de ce département en 1992. En parallèle à ses recherches, elle enseigne dans cette même université et favorise l'apprentissage de connaissances scientifiques basiques auprès du grand public.
Ses recherches portent sur les interactions chimiques entre les insectes herbivores et leurs plantes hôtes. Elle s'intéresse également à l'écologie chimique, la biologie de l'évolution des lépidoptères, la métabolisme des xénobiotiques et la photobiologie.
En 1998, elle fait partie du comité de rédaction de la revue Proceedings of the National Academy of Sciences. En 2018, elle en est nommée rédactrice en chef. Elle est également éditrice de la revue Annual Review of Entomology de 1997 à 2018. Elle a écrit de nombreux articles scientifiques et trois livres de vulgarisation sur les insectes. Elle est connue aussi pour être l'organisatrice depuis 1984 de l'Insect Fear Film Festival (en), un festival de films d'horreur ayant pour thèmes les insectes.
Le 20 novembre 2014, elle reçoit la National Medal of Science par Barack Obama à la Maison-Blanche.

## Distinctions et récompenses
- 1994 : Membre de l'Académie nationale des sciences
- 1996 : 
  - Membre de l'Académie américaine des arts et des sciences
  - Membre de la Société américaine de philosophie
- 2004 : Prix Robert H. MacArthur de la Société américaine d'écologie[6]
- 2011 : Tyler Prize for Environmental Achievement
- 2014 : National Medal of Science[7].
- 2017: Membre honoraire de la British Ecological Society[8].
- 2021 : Doctorat honoris causa de l'Université d'Ottawa[9]
- 2022 : Doctorat honoris causa de l'université de Liège[10].